# 12295 Tasso
A 12295 Tasso (ideiglenes jelöléssel 1991 PE3) a Naprendszer kisbolygóövében található aszteroida. Eric Walter Elst fedezte fel 1991. augusztus 2-án.
Nevét Torquato Tasso (1544 – 1595) itáliai költő után kapta.